# Типнеры
Типне́ры (чув. Типнер) — деревня в Чебоксарском районе Чувашской Республики. Входит в состав Шинерпосинского сельского поселения.

## География
Находится в северной части Чувашии на расстоянии приблизительно 10 км на восток-юго-восток по прямой от районного центра поселка Кугеси.

## История
Деревня, бывшая в некоторый исторический период селом, известна с 1719 года, когда в ней было 30 дворов и 100 мужчин. В 1763 году отмечено 80 мужчин, в 1795 (с выселком) — 41 двор, 252 жителя, в 1897 году — 259 жителей, в 1926 — 69 дворов, 305 жителей, в 1939 году — 343 жителя, в 1979 году — 194. В 2002 году было 49 дворов, в 2010 — 49 домохозяйств. В период коллективизации был образован колхоз «Стрела», в 2010 году действовало ЗАО "Агрофирма «Ольдеевская».
Поселение примечательно тем, что здесь (тогда это было село Акулево), согласно архивным данным, в 1777 году родился известный востоковед и путешественник, знаток китайского языка, один из основоположников российской синологии Никита Яковлевич Бичурин.
Во второй половине XVIII века и до начала XIX века в селе действовала деревянная Успенская церковь — она была построена в 1747 году. Со строительством в начале XIX века новой, каменной Успенской церкви на другом месте, в трёх километрах к юго-востоку от старой, поближе к центру приходов, появилось новое поселение, в основном за счёт переселенцев из старого. Поселение получило название село Новое Акулево (впоследствии — Акулево), а прежнее стало называться деревня Старое Акулево. Такие названия использовались вплоть до начала XX века.

## Население
Постоянное население составляло 97 человек (чуваши 95 %) в 2002 году, 118 человек в 2010.